# チェックメイト (アメリカ合衆国のテレビドラマ)
『チェックメイト』（原題: Checkmate）は、アメリカの探偵ドラマシリーズである。出演はアンソニー・ジョージ、セバスチャン・キャボットそしてダグ・マクルーアで、CBSにて1960年から1962年まで全70話が放送された。ジャック・ベニーのプロダクションであるジャムコ・プロダクション（JaMco Productions）の製作。
日本では1961年からフジテレビで放送された。

## 概要

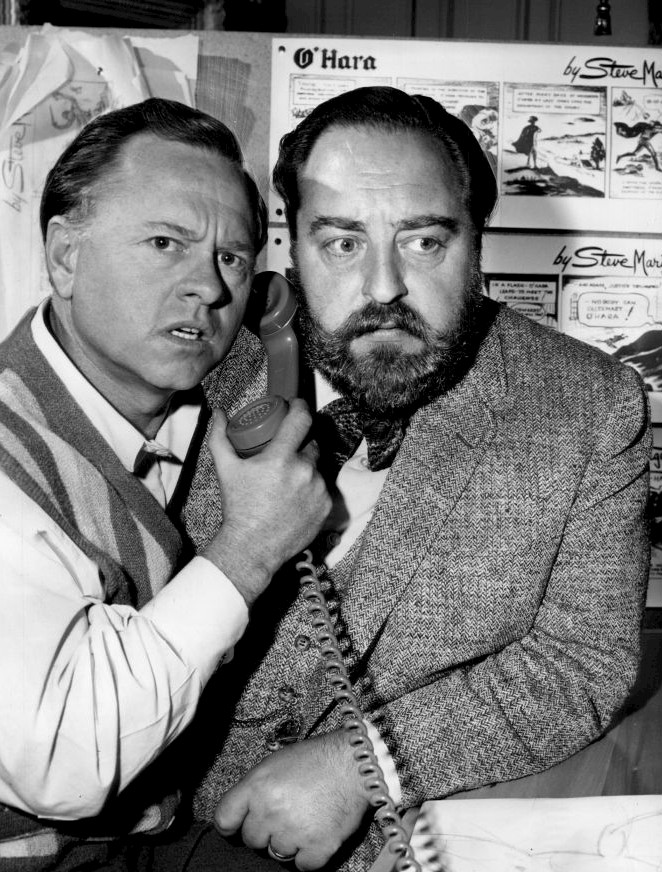
ミッキー・ルーニーとセバスチャン・キャボット（「The Paper Killer」より。1961年）

サンフランシスコにある私立探偵事務所、チェックメイト探偵社を舞台にしたドラマである。アンソニー・ジョージとダグ・マクルーアが扮する2人の探偵は、犯罪を未然に防ぐのを専門にしている。これに、セバスチャン・キャボットが扮するアドバイザーの大学教授が絡む。
独特な雰囲気を持つシリーズで、脚本のレベルの高さと演技の秀逸さとで、大きな人気を呼んだ。
『奥様は魔女』でサマンサを演じたエリザベス・モンゴメリーや、ジョゼフ・コットンがゲスト出演していたこともある。
ゴールド・キー・コミックスにより、1962年に漫画化されている。また2007年にはDVDが発売されている。
カナダではCTVテレビジョンネットワークの最初のシーズンに放送された。

## キャスト
- ジェッド・シールズ : ダグ・マクルーア　(声:田中信夫)
- ドン・コーリー : アンソニー・ジョージ　(声:木村幌)
- カール・ハイアット博士 : セバスチャン・キャボット　(声:田中明夫)